# Guenther Roth
Guenther Roth (* 12. Januar 1931  in Wolfskehlen; † 18. Mai 2019 in New York) war ein deutschamerikanischer Soziologe.

## Leben
Guenther Roth wuchs in Darmstadt auf und besuchte dort das Ludwig-Georgs-Gymnasium. Er setzte das Soziologiestudium, das er 1951 in Frankfurt am Main am Institut für Sozialforschung bei Max Horkheimer und Friedrich Pollock begonnen hatte, im Herbst 1953 in den USA fort, zuerst bei Kurt Heinrich Wolff an der Ohio State University. An der New School of Social Research in New York begegnete er in den USA gebliebenen deutschen Emigranten wie Alfred Schütz, Albert Salomon und Otto Kirchheimer. Bei Reinhard Bendix erhielt er 1955 eine Stelle als research assistant am Institute for Industrial Relations in Berkeley, wo er 1960 über die Deutsche Sozialdemokratie im Kaiserreich promoviert wurde. Durch seine mit Claus Wittich vorgenommene Übersetzung von Max Webers Wirtschaft und Gesellschaft ins Englische sorgte er für eine vertiefte Max-Weber-Rezeption weltweit. Nach einer Professur an der University of Washington in Seattle hatte er bis 1997 einen Lehrstuhl an der Columbia University inne.
Er war mit der Historikerin Caroline Walker Bynum verheiratet.

## Schriften (Auswahl)

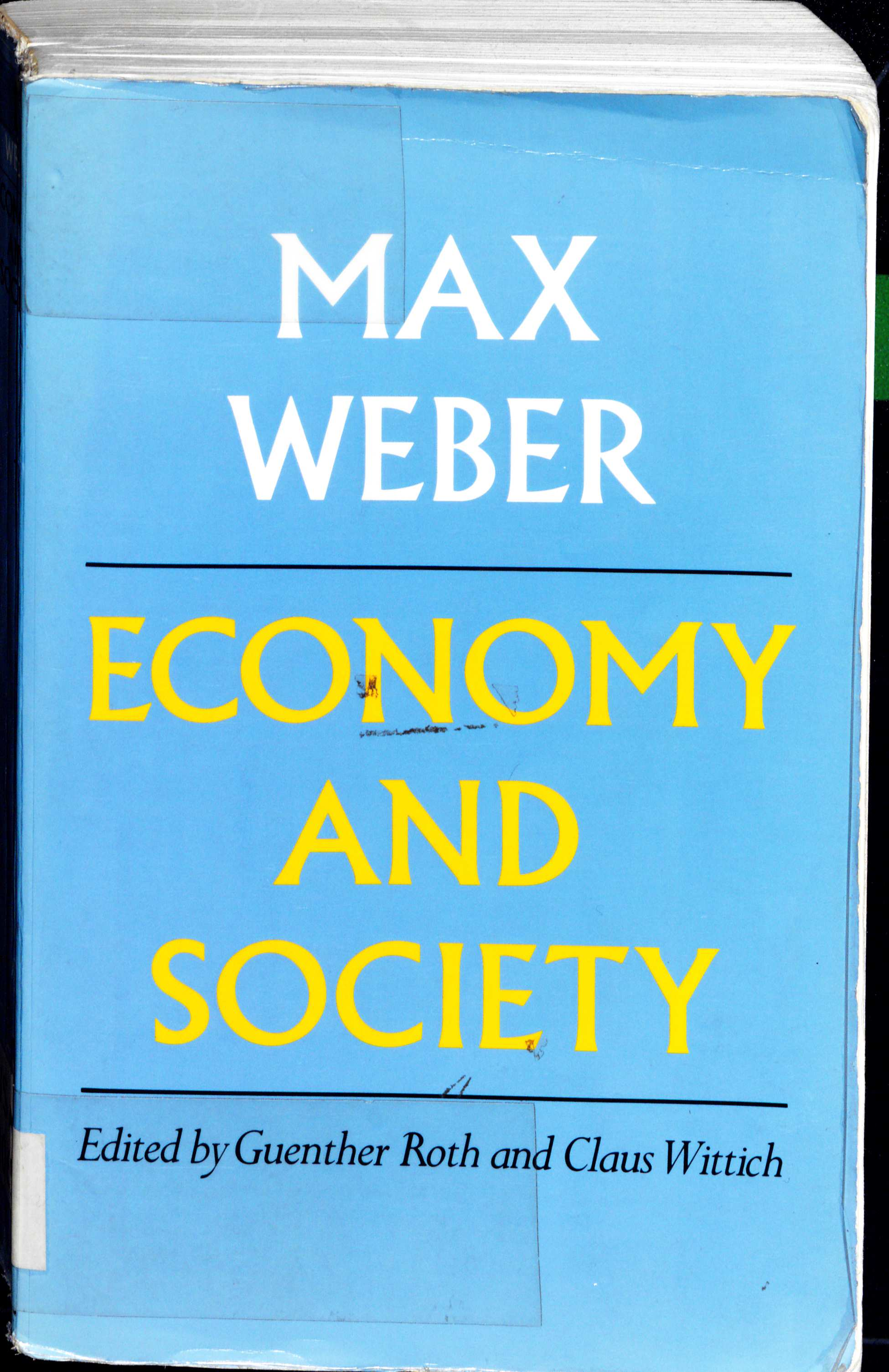
Max Weber: Economy and Society (Ausgabe 1978)

- The Social Democrats in Imperial Germany. A Study in Working-Class Isolation and National Integration. Bedminster Press, Totowa NJ 1963.
- als Herausgeber mit Claus Wittich: Max Weber: Economy and Society. An Outline of Interpretive Sociology. 2 Bände. University of California Press, Berkeley CA u. a. 1978, ISBN 0-520-02824-4.
- mit Wolfgang Schluchter: Max Weber’s Vision of History. Ethics and Methods. University of California Press, Berkeley CA u. a. 1979, ISBN 0-520-05226-9.
- Politische Herrschaft und persönliche Freiheit. Heidelberger Max Weber-Vorlesungen 1983 (= Suhrkamp-Taschenbuch Wissenschaft. 680). Suhrkamp, Frankfurt am Main, 1987, ISBN 3-518-28280-8 (Darin, Seite 246–282, autobiografisch: Politische Generationserfahrung und intellektuelles Interesse: Versuch über eine deutsch-amerikanische Laufbahn.).
- Partisanship and Scholarship. In: Bennett M. Berger (Hrsg.): Authors of Their Own Lives. Intellectual Autobiographies by Twenty American Sociologists. University of California Press, Berkeley CA u. a. 1990, ISBN 0-520-06555-7, S. 383–409.
- Max Webers deutsch-englische Familiengeschichte 1800–1950. Mit Briefen und Dokumenten. Mohr Siebeck, Tübingen 2001, ISBN 3-16-147557-7.
- Kapitalismus, Herrschaft und Max Weber. Ausgewählte Aufsätze. Herausgegeben von Steffen Sigmund. Springer VS, Wiesbaden 2021.